# Tetracanthella wahlgreni
Tetracanthella wahlgreni is een springstaartensoort uit de familie van de Isotomidae. De wetenschappelijke naam van de soort is voor het eerst geldig gepubliceerd in 1907 door Linnaniemi.